# Harasztifalu
Harasztifalu là một thị trấn thuộc hạt Vas, Hungary. Thị trấn này có diện tích 7,89 km², dân số năm 2010 là 154 người, mật độ 20 người/km².